# Lijst van Turkse gemeenten
De lijst van Turkse gemeenten is opgedeeld naar district:
- Lijst van gemeenten in Adana
- Lijst van gemeenten in Adıyaman
- Lijst van gemeenten in Afyonkarahisar
- Lijst van gemeenten in Ağrı
- Lijst van gemeenten in Aksaray
- Lijst van gemeenten in Amasya
- Lijst van gemeenten in Ankara
- Lijst van gemeenten in Antalya
- Lijst van gemeenten in Ardahan
- Lijst van gemeenten in Artvin
- Lijst van gemeenten in Aydin
- Lijst van gemeenten in Balıkesir
- Lijst van gemeenten in Bartın
- Lijst van gemeenten in Batman
- Lijst van gemeenten in Bayburt
- Lijst van gemeenten in Bilecik
- Lijst van gemeenten in Bingöl
- Lijst van gemeenten in Bitlis
- Lijst van gemeenten in Bolu
- Lijst van gemeenten in Burdur
- Lijst van gemeenten in Bursa
- Lijst van gemeenten in Çanakkale
- Lijst van gemeenten in Çankırı
- Lijst van gemeenten in Çorum
- Lijst van gemeenten in Denizli
- Lijst van gemeenten in Diyarbakır
- Lijst van gemeenten in Düzce
- Lijst van gemeenten in Edirne
- Lijst van gemeenten in Elazığ
- Lijst van gemeenten in Erzincan
- Lijst van gemeenten in Erzurum
- Lijst van gemeenten in Eskişehir
- Lijst van gemeenten in Gaziantep
- Lijst van gemeenten in Giresun
- Lijst van gemeenten in Gümüşhane
- Lijst van gemeenten in Hakkâri
- Lijst van gemeenten in Hatay
- Lijst van gemeenten in Iğdır
- Lijst van gemeenten in Isparta
- Lijst van gemeenten in İstanbul
- Lijst van gemeenten in İzmir
- Lijst van gemeenten in Kahramanmaraş
- Lijst van gemeenten in Karabük
- Lijst van gemeenten in Karaman
- Lijst van gemeenten in Kars
- Lijst van gemeenten in Kastamonu
- Lijst van gemeenten in Kayseri
- Lijst van gemeenten in Kilis
- Lijst van gemeenten in Kırıkkale
- Lijst van gemeenten in Kırklareli
- Lijst van gemeenten in Kırşehir
- Lijst van gemeenten in Kocaeli
- Lijst van gemeenten in Konya
- Lijst van gemeenten in Kütahya
- Lijst van gemeenten in Malatya
- Lijst van gemeenten in Manisa
- Lijst van gemeenten in Mardin
- Lijst van gemeenten in Mersin
- Lijst van gemeenten in Muğla
- Lijst van gemeenten in Muş
- Lijst van gemeenten in Nevşehir
- Lijst van gemeenten in Niğde
- Lijst van gemeenten in Ordu
- Lijst van gemeenten in Osmaniye
- Lijst van gemeenten in Rize
- Lijst van gemeenten in Sakarya
- Lijst van gemeenten in Samsun
- Lijst van gemeenten in Şanlıurfa
- Lijst van gemeenten in Siirt
- Lijst van gemeenten in Sinop
- Lijst van gemeenten in Şırnak
- Lijst van gemeenten in Sivas
- Lijst van gemeenten in Tekirdağ
- Lijst van gemeenten in Tokat
- Lijst van gemeenten in Trabzon
- Lijst van gemeenten in Tunceli
- Lijst van gemeenten in Uşak
- Lijst van gemeenten in Van
- Lijst van gemeenten in Yalova
- Lijst van gemeenten in Yozgat
- Lijst van gemeenten in Zonguldak